# Hemidactylus platycephalus
Hemidactylus platycephalus este o specie de șopârle din genul Hemidactylus, familia Gekkonidae, descrisă de Peters 1854. Conform Catalogue of Life specia Hemidactylus platycephalus nu are subspecii cunoscute.